# Библиографические известия
«Библиографи́ческие изве́стия» — журнал, выходивший в Санкт-Петербурге в 1863 году.

## История
Полное название журнала — «Библиографические известия, указатель русских и иностранных книг».
Издателем журнала был Маврикий Осипович Вольф, основатель «Вокруг света».
Ежемесячно выходил в Санкт-Петербурге в 1863 году и рассылался подписчикам наиболее популярных периодических изданий.
Всего вышло 5 номеров тиражом 35 тысяч экземпляров.